# Presidente Olegário
Presidente Olegário – miasto i gmina w Brazylii, w stanie Minas Gerais.